# 도쿄도청사
도쿄 도청사(일본어: 東京都庁舎 도쿄 도초샤[*], Tōkyō Tochōsha, 영어: Tokyo Metropolitan Government Building 토우쿄우메틀폴리튼 거번먼트 빌딩[*]), 또는 줄여서 도쿄 도청은 도쿄 23구와 도쿄도의 도시, 정, 촌 전체를 관할하는 도쿄도 정부의 본부이다. 지방정부 건물 치고는 보기 드물게 지상 48층, 243m의 초고층 마천루이다.

## 역사
도쿄도청사는 건축가 단게 겐조가 설계했으며, 1990년 12월 1억5,500만 엔의 예산을 들여 건설됐다.

## 주요 시설
도쿄도청사는 도쿄도 신주쿠구에 위치해있으며, 단게 겐조가 설계했다. 건물의 디자인은 집적 회로와 유사하며, 마치 고딕 성당의 모습과 같이 보인다..
건물은 세 개의 단지로 이루어져있고 각각 도시 블록을 차지한다.
세 개 중에서 가장 높고 두드러진 것이 도쿄 도청 제1 본청사로 48층의 탑이 33층에서 두 부분으로 쪼개진다. 건물은 또한 지하로 3층이 있다. 1991년부터 2006년에 미드타운 타워가 완공될 때까지 도쿄에서 가장 높은 건물이었다.
단지 내의 다른 두 개의 건물은 8층(지하 1층 포함)의 도쿄 도의회 건물과 37층(지하 3층 포함)의 도쿄 도청 제2 본청사이며, 제2 본청사는 근처의 신주쿠파크타워와 닮은모습이 보인다.
제1청사와 제2청사는 8시부터 18시45분까지, 도의회는 18시까지 개방되어있다.

### 제1 본청사
- 전망대

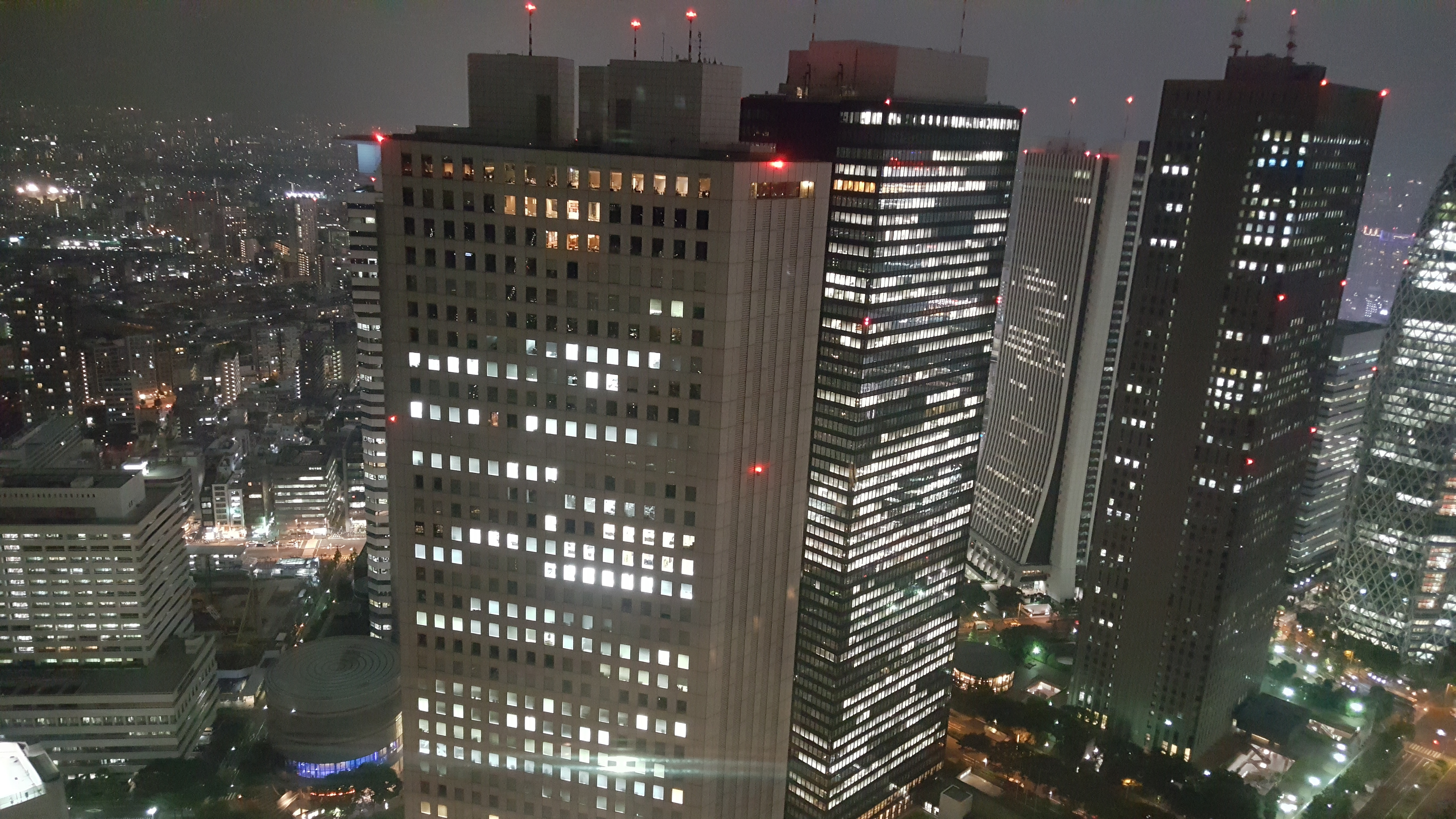
2016년 6월 전망대에서 바라본 도쿄도의 야경. 신주쿠미쓰이빌딩, 신주쿠스미토모빌딩 등이 보인다.

제1 본청사 남쪽과 북쪽 타워의 202m 지점 45층에는 전망대가 있고 대중들에게 무료로 개방되며 많은 선물가게가 있다.
영업 시간은 북쪽 전망대는 9시30분에서 23시까지, 남쪽 전망대는 9시 30분에서 17시 30분까지이며, 북쪽 전망대가 열지 않는 휴일일 경우 23시까지이다. 닫기 30분 전에는 전망대에 입장할 수 없다. 1층에서 전망대로 가는 전용 엘리베이터가 있다.
둘째 주와 넷째 주의 월요일에는 북쪽 전망대가, 첫째 주와 셋째 주 화요일에는 남쪽 전망대가 휴일이며, 휴일이 공휴일과 겹치는 경우 그 다음날에 쉰다. 12월 29~31일, 1월 2~3일, 도청사 전검일에는 열지 않으며, 1월 1일에는 7시 30분부터 17시 30분까지 열려있고, 일출을 보려면 따로 응모 접수를 해야 한다.
카메라의 사용이 허용되나 삼각대는 금지되어있다. 날씨가 좋은 경우 전망대에서 서쪽에 있는 후지산을 볼 수 있다. 도쿄도청이 완공되었을 1991년도에는 250만 명의 관광객이, 2005년도에는 155만 명의 관광객이 방문했다.
- 직원 식당

직원 식당은 32층에 위치하고 있으며 일반 관광객도 이용할 수 있다.
영업 시간은 10시부터 17시까지이며 주말과 공휴일에는 휴무이다.
- 도민정보룸

도민정보룸은 제1 본청사 3층에 위치하고 있다.
이용 시간은 9시부터 18시 15분까지이며 도내 거주자, 근로자, 학생에 한해서만 대출을 받을 수 있다.
- 도쿄 관광 정보 센터

도쿄 관광 정보 센터는 제1 본청사 1층 북쪽에 있다.
이용 시간은 9시 30분에서 18시 30분까지이며 도청 안내 가이드 서비스의 신청을 받고 있다. 관광 가이드 대상 언어는 영어, 한국어, 중국어이며, 출발 시간은 평일 10시에서 15시까지이다.

### 제2 본청사
- 직원식당

제2청사의 4층에 위치하고 있다.

## 컨셉
컴퓨터 칩을 닮은 이 건물은 건축가 단게 겐조에 의해 설계되었고 많은 상징적인 특징들이 있다. 전체적인 외관 디자인은 일본 전통 건축에서 가지고 왔다. 또 건축물의 가운데 부분을 비워 위압감을 줄이려 한 것으로 의도하지는 않았지만 고딕 대성당을 떠올리는 형태가 되었다. 설계 당시부터 랜드마크로서의 기능을 염두에 두어온 건물이다. 하지만 특유의 디자인으로 인해 방수와 청소에 있어서 어려움을 가지고 있다.
외장마감은 밝은 색과 어두운 색의 화강암으로 되어있다.

## 갤러리

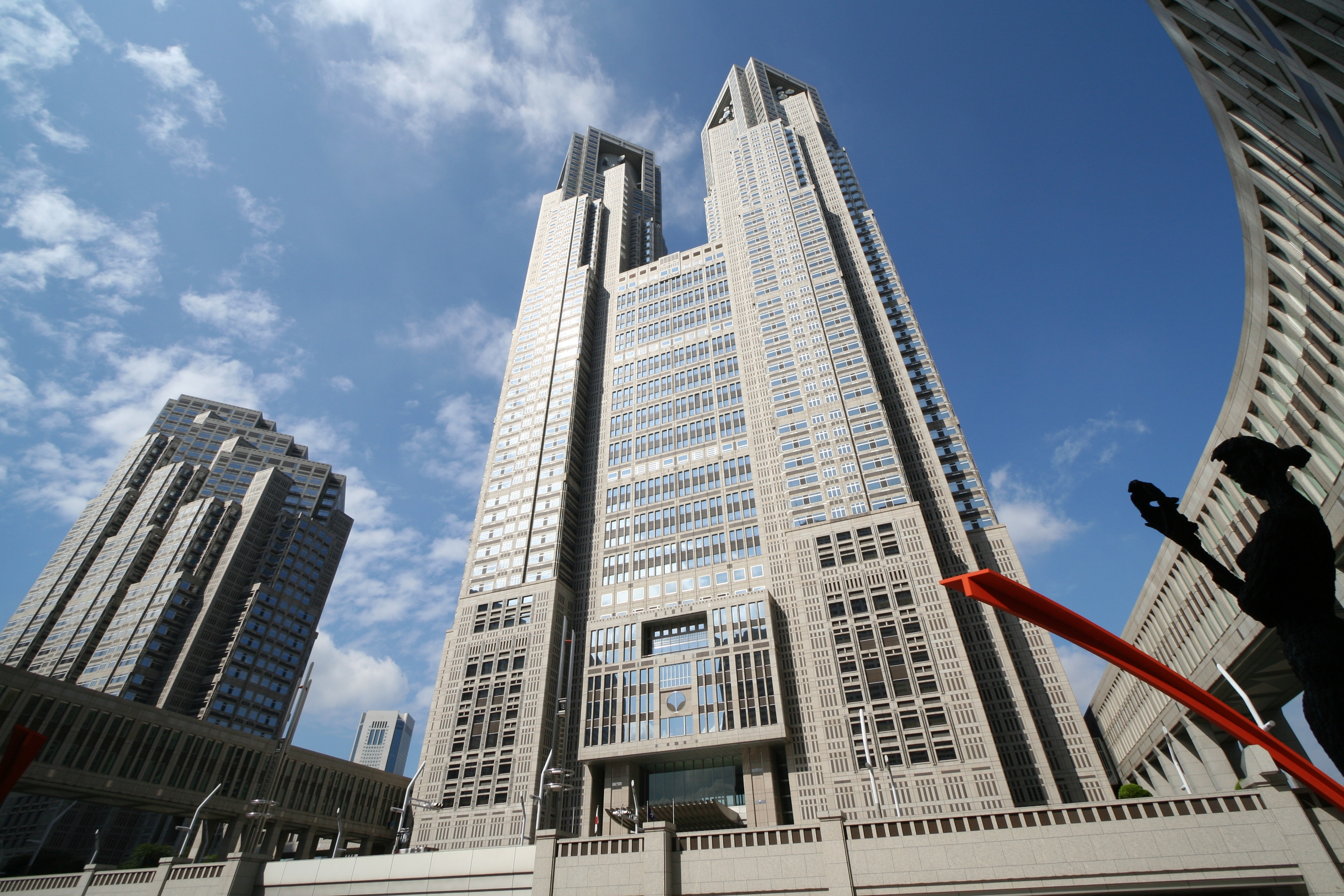
2005년 8월 전면
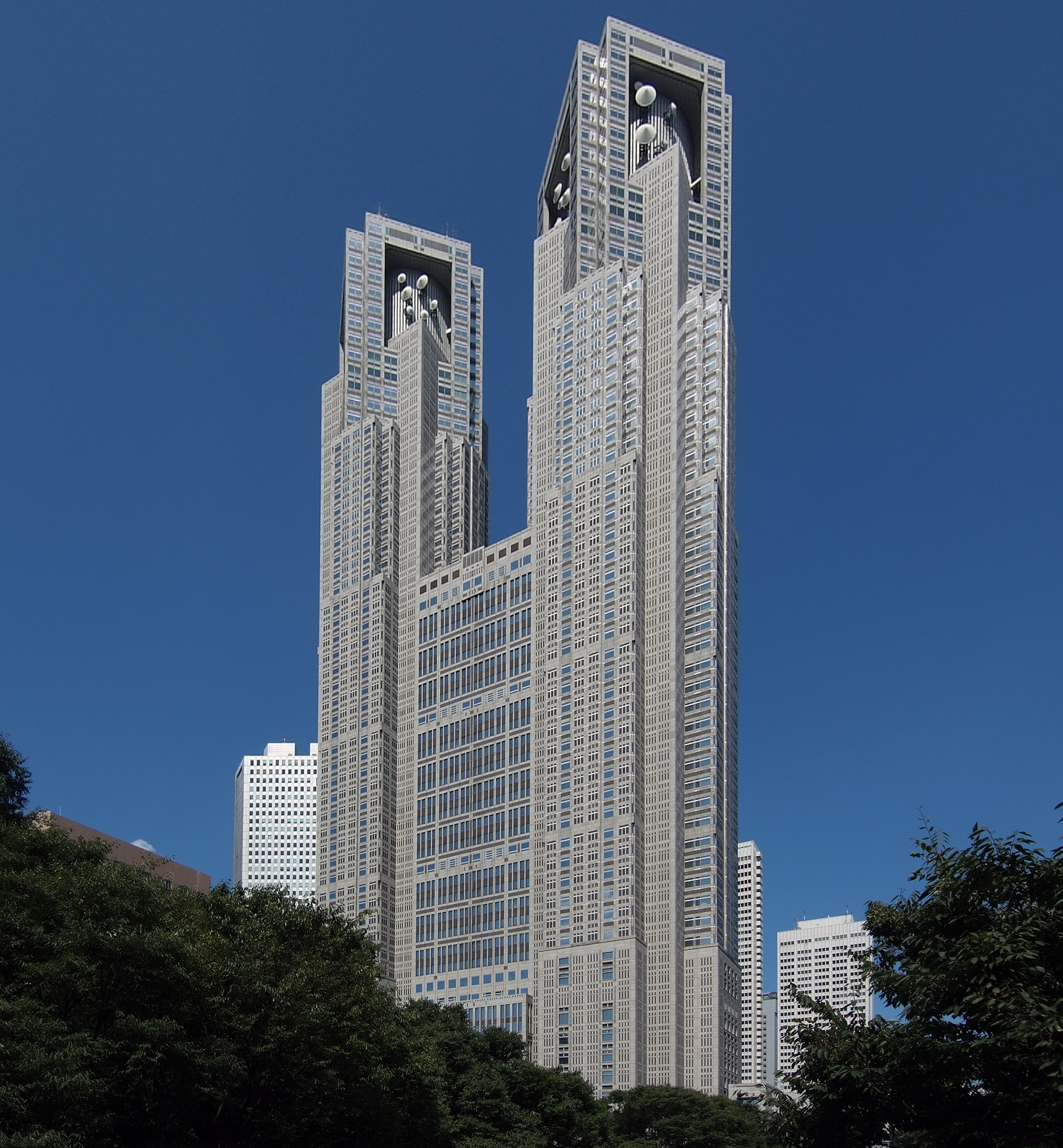
2009년 8월
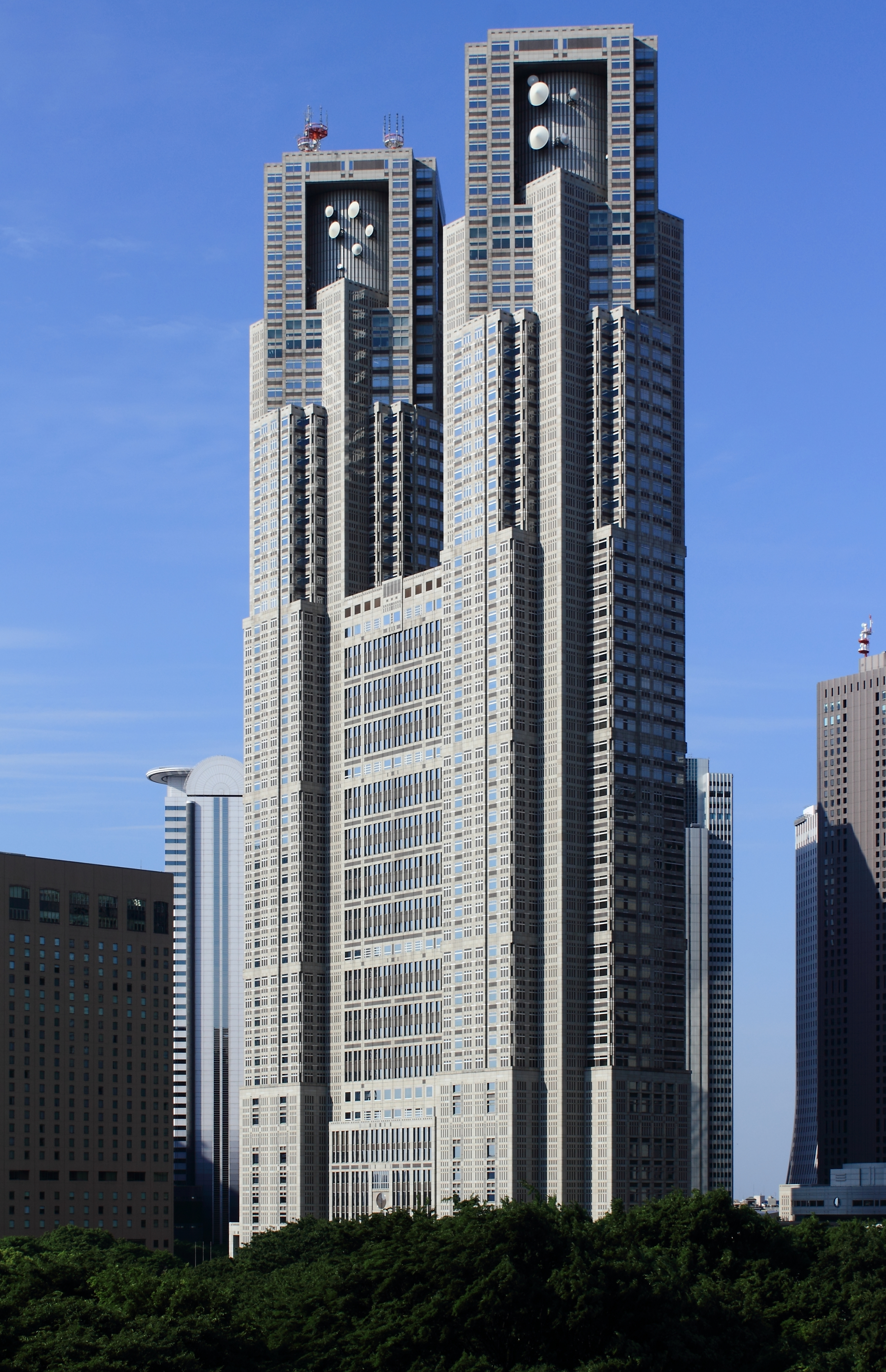
2012년 5월 22일

## 기타
도쿄도청을 짓는데 약 1569억 엔이 소요되었으며 연간 유지비용은 40억엔이다.
또한 건물 수리로 1000억엔이 소요 될것으로 예상되며 일시적인 비용이 아닌 지속적으로 지출될 예정이다.
현재 이 건물의 전력의 5%는 재생이 가능한 에너지원으로부터 생긴 전력으로 이용하고 있다.

## 같이 보기
- 마천루
- 일본의 마천루 목록
- 도쿄도의 마천루 목록